# Liechtensteiner Vaterland
Liechtensteiner Vaterland är Liechtensteins största dagstidning. Den utges av Vaduzer Medienhaus AG och är det konservativa partiet 
Fosterlandsunionens officiella tidning.
Den grundades 1 januari 1936 genom en sammanslagning av tidningarna Liechtensteiner Nachrichten och Liechtensteiner Heimatdienst och utgavs två gånger i veckan. Sedan 1985 utges den sex dagar i veckan, från måndag till lördag, med en upplaga på cirka 8 000 exemplar och 20 000 på tisdagar.
Tidningen finansieras av annonser och publicering av offentliga kungörelser,  prenumerationer, viss lösnummerförsäljning samt statligt presstöd.